# Mauvilly
 Mauvilly  es una población y comuna francesa, en la región de Borgoña, departamento de Côte-d'Or, en el distrito de Montbard y cantón de Aignay-le-Duc.

## Demografía
| 116 | 94 | 73 | 70 | 77 | 88 |
| Para los censos de 1962 a 1999 la población legal corresponde a la población sin duplicidades (Fuente: INSEE [Consultar]) |    |    |    |    |    |